# 葉璦菱
葉璦菱（英語：Irene Yeh，1959年2月6日—），台灣女歌手、主持人、模特兒，本名葉美娟，台中市和平區人。狂放、性感、渾厚、低沉、吶喊為其演唱風格，有「金嗓歌后」之稱。1985年出道，以歐香咖啡系列廣告為人所知。至2003年共灌唱了14張國語專輯、10張點歌集專輯。至今偶爾應邀演唱，出席公益演唱、商演、代言等場合。沉潛幾年後，逐漸應邀參與綜藝節目錄影、演唱，並於2013年發行《起蹦》專輯正式復出，主要活躍於唱片、節目主持等領域。

## 生平
葉璦菱從小熱愛演唱，曾在國中時在餐廳客串演唱，好歌喉因此獲得青睞，一唱就是五年，也因此培養了厚實的演唱功力以及舞台經驗。
出道於1985年，因拍攝歐香咖啡系列廣告而一炮而紅。其實該廣告原本屬意給當時的知名女星周丹薇拍攝，但因護照問題、時間無法配合，且因葉璦菱願意配合，故決定換為葉璦菱。廣告推出之後，葉璦菱因都會女郎形象受到歡迎，讓她從此踏進演藝圈。
1986年，第8屆金嗓獎的最佳新人獎。
1988年，於臺北中華體育館舉辦大型個人演唱會，造成轟動。成為臺灣首位舉辦個人演唱會的女歌手。
1990年遭逢唱片瓶頸，於是發想出與十個男人對唱的唱片想法，1987年到1993年間，共灌唱了11張男女對唱專輯，並獲得熱烈迴響。
1991年嫁給長久以來為其拍攝專輯封面的攝影師陳文彬。另外，陳文彬亦曾是女歌手徐若瑄寫真集攝影師、金城武與郭富城的唱片專輯攝影師。葉嫁作人婦後，行事風格轉趨保守，舞台上光鮮亮麗，下通告後在家相夫教子，號稱賢妻良母，並育有一子陳惟凡（藝名ØZI）。
除唱片事業外，葉璦菱亦跨足電視節目與廣播界，1993年主持警察廣播電台《談情說愛》廣播節目，之後主持《台視群星會》（2005年－2006年，台視主頻），先後與藝人許效舜、歌手羅時豐搭檔。

## 演藝生涯
- 1985年遠赴歐洲拍攝黑松歐香咖啡系列廣告。
- 1985年10月發行第一張國語專輯《因為...所以》。
- 1987年入圍金嗓獎專傑出藝人獎。
- 1991年8月首度客串電視劇。
- 1991年10月嫁知名攝影師陳文彬。
- 1997年至1998年前往美國進修。
- 2001年開設二手服飾店。
- 2003年起逐漸淡出演藝圈。
- 2004年九月於臺北市國際會議中心舉辦個人兩場售票演唱會。
- 2007年十二月舉辦孩子你是我們的希望慈善演唱會。
- 2012年於敦南柏悅豪宅開設MIA cafe咖啡館(今Mia Patisserie 米兒法式甜點)

## 軼事
- 2004年，購物台主持人利菁曾出面表示自己是葉璦菱的表妹[1]，葉璦菱亦鬆口承認利菁過去是她的表弟，但已經做了性別重置手術變成表妹[2]，報載兩人之間心結存在已久，但2014年起陸續傳出兩人誤會冰釋[3]，2015年利菁專輯《快樂的快樂的快樂》中，葉璦菱還跨刀與利菁合作〈因為所以〉一曲[4]。

- 葉璦菱有「右臉歌后」封號，因為她歷來專輯封面常以右臉為主，據葉璦菱本人解釋是因為她左臉多了一顆痣，較不雅觀，所以才會有以右臉為主的封面。葉璦菱另一項顯著特徵是其渾厚的雙唇。2010年參與《豬哥會社》節目錄影時，更被主持人豬哥亮調侃，豬哥亮開玩笑說演藝圈有三大嘴唇厚的藝人，分別是蔡琴、潘越雲及葉璦菱，全場氣氛歡愉。
- 葉璦菱個人風格強烈，因此常有女藝人在螢光幕前大膽模仿葉璦菱，較出名的有女歌手張秀卿、孫淑媚與藝人黃子佼。張秀卿與葉璦菱為私交好友，葉璦菱本人也相當稱許張秀卿的模仿。
- 由於費玉清擅長模仿葉璦菱的〈陽光森巴〉一曲，動作逗趣頗具笑料，也令淡出多年的葉璦菱知名度不墜，不致於被廣大的歌迷遺忘。

## 作品

### 專輯
| 專輯名稱                   | 發行日期   | 語言 | 唱片公司   | 曲目 |
| -------------------------- | ---------- | ---- | ---------- | --- |
| 《因為所以》               | 1985年10月 | 國語 | 拍譜唱片   | 歌曲 1. 喊 2. 因為所以 3. 熱浪 4. 愛的魔力 5. 迷離 6. 雲！再見 7. 別說不曾 8. 我心已打烊 9. 人行道 10. 愛情地平線 |
| 《請你帶走》               | 1986年5月  | 國語 | 拍譜唱片   | 歌曲 1. 分送寂寞和愛 2. 請你帶走 3. 昨日之影 4. 失落與擁有 5. 除非你甘心 6. 愛的三重奏 7. 愛會不會改變 8. 二手的愛情 9. 一錯再錯 10. 喊(第二章) |
| 《漂亮一下》               | 1986年11月 | 國語 | 瑞星唱片   | 歌曲 1. 漂亮一下 2. 沒有愛 3. 危險的訊號 4. 忘了吧 5. 我不認識你 6. 昨夜的一切 7. 不必再說愛我 8. 等待是因為有愛 9. 醉心 10. 愛的空間 |
| 《點歌集（一）》           | 1987年     | 國語 | 瑞星唱片   | 歌曲 1. 愛的憧憬 2. 偶然 3. 愛你不是謊言 4. 愛神的箭 5. 愛我 6. 說不完的故事 7. 雨中徘徊 8. 愛的曙光 9. 多客氣 10. 懷念 11. 我不知我愛你 12. 你最無情 13. 就這樣約定 14. 我家在那裡                                                                           |
| 《點歌集（二）》           | 1987年     | 國語 | 瑞星唱片   | 歌曲 1. 葡萄美酒 2. 愛你一萬年 3. 深情難忘 4. 只要為你活一天 5. 奪標 6. 愛的道路 7. 愛的路上我和你 8. 愛我在今宵 9. 得不到的愛情 10. 愛情 11. 煩惱在腳下 12. 告訴你愛的時候 13. 秋纏 14. 愛不要說抱歉                                                         |
| 《愛我別走》               | 1987年     | 國語 | 瑞星唱片   | 歌曲 1. 愛我別走 2. 不能再想你的臉 3. 我們常在一起 4. 回到原來 5. 我想 6. 陽光森巴 7. 給你的 8. 愛我別走 9. 一個荒謬的夜 10. 冷太陽 |
| 《點歌集（三）》           | 1988年     | 國語 | 瑞星唱片   | 歌曲 1. 海誓(昨日重現) 2. 我的他 3. 往日時光 4. 哦！蘇珊娜 5. 大江東去 6. 我的心裡沒有他 7. 給心上人的情書 8. 愛人去不回 9. 吻別 10. 戴安娜 11. 愛的故事 12. 愛你在心口難開 13. 今宵今宵 14. 別在星期天                                                       |
| 《點歌集（四）》           | 1988年     | 國語 | 瑞星唱片   | 歌曲 1. 我不能不愛你 2. 永在美夢中 3. 舞伴淚影 4. 誰要你理睬 5. 過去的春夢 6. 藍色探戈 7. 婚禮的祝福 8. 給我一個吻 9. 梭羅河畔 10. 雨的旋律 11. 香蕉船 12. 日昇之屋 13. 多少柔情多少淚 14. 靜心等                                                             |
| 《悲歡歲月》               | 1988年     | 國語 | 瑞星唱片   | 歌曲 1. 讓我醉，別讓我心碎 2. 悲歡歲月－台視八點檔主題曲 3. 傾訴 4. 你知不知道 5. 最好的愛 6. 藍色薔薇雨 7. 放開我 8. 讓我緊握你的手 9. 想你想你 10. 愛你無悔                                                                                                 |
| 《點歌集（五）》           | 1989年     | 國語 | 瑞星唱片   | 歌曲 1. 深秋 2. 我比誰都愛你 3. 嘿！朋友 4. 煙雨斜陽 5. 喝采 6. 忘初戀的情人 7. 夜空 8. 留戀 9. 意難忘 10. 午夜香吻 11. 情思夢迴 12. 夕陽西沉 |
| 《點歌集（六）》           | 1989年     | 國語 | 瑞星唱片   | 歌曲 1. 夢中人 2. 只見雪花不見人 3. 願望 4. 明日天涯 5. 舞衣 6. 藍色的憂鬱 7. 逝去的愛 8. 今夕何夕 9. 兩條路上 10. 癡癡地等 11. 星夜的離別 12. 昂首向前走 |
| 《星夢淚痕》               | 1989年     | 國語 | 瑞星唱片   | 歌曲 1. 星夢淚痕－華視八點檔主題曲 2. 帶刺的蓓蕾 3. 放開我 4. 為什麼要走 5. 愛你，不行！ 6. 命中註定 7. 不是我們的錯 8. 愛情的季節 9. 只有一次機會 10. 鏡子與女人 11. 愛你無悔 12. 愛他，就別傷害他                                                           |
| 《塔裡的女人》             | 1990年     | 國語 | 瑞星唱片   | 歌曲 1. 塔裡的女人-中視八點檔主題曲 2. 忘記相信 3. 不一定愛我 4. 前世情今生淚 5. 不再相信你 6. 來一段黏巴達 7. 25小時愛你夠不夠 8. 我情我願 9. 南歡北愛 10. 他們的故事                                                                                        |
| 《點歌集（七）》           | 1990年     | 國語 | 瑞星唱片   | 歌曲 1. 抱著你的感覺 2. 最後的溫柔 3. 沒有人知道 4. 擁抱著我 5. 無奈 6. 其實你不懂我的心 7. 塵封已久的回憶 8. 只有分離 9. 我想你不是真心的愛我 10. 時空寄情                                                                                                   |
| 《點歌集（八）》           | 1990年     | 國語 | 瑞星唱片   | 歌曲 1. 明天你是否依然愛我 2. 風中的承諾 3. 忘了你，忘了我 4. 這些日子以來 5. 那一夜你喝了酒 6. 夢不到你 7. 動不動就說愛我 8. 我要的不多 9. 很難該說什麼 10. 機場                                                                                             |
| 《留給明天一個夢》         | 1991年     | 國語 | 瑞星唱片   | 歌曲 1. 不能停止爱你 2. 留给明天一个梦 3. 心跳的感觉 4. 你的心是我靠岸的地方 5. 生命的春天 6. 不在乎我伤心的人 7. Perfect looking 8. 甜蜜挣扎 9. 站在我身边 10. 隐隐情伤                                                                                      |
| 《點歌集（九）》           | 1992年     | 國語 | 瑞星唱片   | 歌曲 1. 停看聽 2. 這樣愛你錯了嗎 3. 傷心的人更傷心 4. 捨不得 5. 到底有誰能夠告訴我 6. 你走你的路 7. 你怎麼捨得我難過 8. 來生緣 9. 我曾用心愛著你 10. 認錯 |
| 《點歌集（十）》           | 1992年     | 國語 | 瑞星唱片   | 歌曲 1. 冷空氣的獨白 2. 把悲傷留給自己 3. 有一天我會 4. 我和我追逐的夢 5. 一生情一生還 6. 青梅竹馬 7. 我的愛和別人一樣 8. 鍾愛一生 9. 一生能有幾次選擇 10. 傲慢與偏見                                                                                         |
| 《親愛關係》               | 1993年     | 國語 | 真善美音樂 | 歌曲 1. 亲爱关系 粵語版 太極樂隊-[一個戀愛的故事] 2. 停不了的爱 3. 你的影子 4. 回答 5. 难分又难离 6. 每一分钟的欢乐 7. 天变了情也变了 8. 误会 9. 如果真的了解我 10. 当你还能温柔 11. 真的不一样 12. 爱情音乐盒                                                |
| 《親愛的（最後一次溫柔）》 | 1993年     | 國語 | 真善美音樂 | 歌曲 1. 最後一次溫柔 2. 你的憂愁忘了帶走 3. 情深緣淺 4. 你是我的唯一 5. 悲歡歲月 6. 純情青春夢 7. 時間仍然繼續在走 8. 難道真的我能忘記你 9. 何苦 10. 否認 |
| 《殘缺的溫柔》             | 1994年     | 國語 | 真善美音樂 | 歌曲 1. 殘缺的溫柔 2. 一個人一個夢 3. 永遠抹凍親像你 4. 你是我最壞的寶貝 5. A WOMON IN LOVE 6. 你的眼睛偷走我的心 7. 同枕共眠 8. 心碰到心 9. 等著你回來 10. Happy Biythday To You My Love                                                                     |
| 《為什麼春天要遲到》       | 1995年     | 國語 | 真善美音樂 | 歌曲 1. 为什么春天要迟到 2. 寻 3. 流连 4. 谁在眨眼睛 5. 不要告别 6. 情为何物 7. 睡莲 8. 我心深处 9. 爱在风中飞 10. 请留住你的脚步 |
| 《相信》                   | 1996年     | 國語 | BMG音樂    | 歌曲 1. 相信 2. 陀螺 3. 南国阿玛桑 4. 没有勇气说再见 5. 唱歌为了谁 6. 酒场歌 7. 春水 8. 最爱的人 9. 情人与Kami Kazu 10. 归乡 |
| 《情色紅唇》               | 1996年     | 國語 | BMG音樂    | 歌曲 1. 浪人情歌 2. 台北紅玫瑰 3. 藍色的午夜 4. 箏 5. 說謊 6. 當你的吻還熱著我的唇 7. 相思成災 8. 男人不該讓女人流眼淚 9. 一往情深 10. 風箏 |
| 《愛你愛到心碎（璦情歌）》 | 1999年     | 國語 | 乾坤唱片   | 歌曲 1. 愛你愛到心醉 2. 今夜誰能夠讓愛不走 3. 夜夜夜夜 4. 留心 5. 值得 6. 愛很簡單I Love You 7. 殘缺的溫柔 8. 我依然是你的情人 9. 女人花 10. 路彎彎 11. 愛情對策 12. 愛到老 13. 愛情對策 14. 愛到老(Kala) 15. 愛你愛到心醉(Kala) 16. 今夜誰能夠讓愛不走(Kala) |
| 《七月雪》                 | 2000年     | 國語 | 乾坤唱片   | 歌曲 1. 七月雪 2. 別問傷心 3. 分開(堅強版) 4. 惜 5. 想愛 6. 何必當真 7. 陪我聊聊 8. 毫無保留 9. 哎咿哎咿呀 10. 至少 11. 分開(真情版) |
| 《叫你的名字》             | 2000年     | 台語 | 乾坤唱片   | 歌曲 1. 叫你的名字 2. 愛你的心 3. 可恨的人 4. 嘜唱情歌 5. 多情話傷心底 6. 乎你的批 7. 點唱機 8. 閃爍的天星 9. 出賣想你的心 10. 和春天作伙 |
| 《起蹦》                   | 2013年     | 台語 | 尚陽影音   | 歌曲 1. 起蹦 2. 秋天來了 3. 愛阮愛一半(& 鄭君威) 4. 嬲吱吱 5. 自作多情 6. 幸福電影 7. 讓愛離開(國)(& 陳奕凡) 8. 到底愛還是不愛(國) 9. 起蹦(國) |

## 演出

### 電視劇
- 《家有仙妻》（1991年，中華電視公司）客串·女營業員

### 綜藝節目主持
- 《周末》（1992年，中華電視公司）
- 《綜藝雙星 歡樂一百點》（1993年，中國電視公司）
- 《金嗓金賞》（1996年－1997年，中國電視公司）
- 《台灣最美麗的聲音》（2000年－2002年，三立台灣台）
- 《台視群星會》（2005年－2006年，台灣電視台）
- 《Super Kids音樂教室》（2005年，超級電視台）
- 《花甲少年趣旅行》（2022年，東森綜合台，葉璦菱與黃仲崑、魏蔓、李玉璽主持第一集）[5]

### 廣播主持
- 《談情說愛》（1993年，警察廣播電台）

### 廣告
- 黑松公司「歐香咖啡」（1985年）
- 大聖開城高麗蔘公司「大聖開城北韓高麗蔘」（2009年）

### 金曲獎
| 年份   | 獲提名                                      | 獎項                                         | 結果 |
| ------ | ------------------------------------------- | -------------------------------------------- | ---- |
| 1990年 | 本屆以現場演唱歌曲決定 因新加坡演出工作棄權 | 第1屆金曲獎最佳女演唱人獎 （國、台語不分項） | 提名 |

## 關聯項目
- 歡樂一百點
- 翻唱

## 腳註
1. ↑  . TVBS新聞台. 2004-06-25  [2010-02-01]. （原始内容存档于2020-10-21） （中文（臺灣））.
2. ↑  胡如虹. . 自由時報. 2004-08-19  [2015-05-24]. （原始内容存档于2020-11-01） （中文（臺灣））.
3. ↑  特勤組、尤燕祺、葉文正. . 蘋果日報. 2014-04-26  [2015-05-24]. （原始内容存档于2016-03-04） （中文（臺灣））.
4. ↑  李金霓. . 今日新聞網. 2015-05-08  [2015-05-24]. （原始内容存档于2017-02-25） （中文（臺灣））.
5. ↑  娛樂星聞. . star.setn.com. 2022-04-12  [2022-08-03]. （原始内容存档于2022-08-11） （中文（繁體））.

## 外部連結
- 葉璦菱的音樂世界 （页面存档备份，存于）－部落格